# Estádio Onésio Brasileiro de Alvarenga
Estádio Onésio Brasileiro de Alvarenga – stadion piłkarski, w Goiânia, Goiás, Brazylia, na którym swoje mecze rozgrywa klub Vila Nova Futebol Clube.